# 吕特斯竞技场
吕特斯竞技场（Arènes de Lutèce）是巴黎地区最重要的古罗马遗址之一（当时称为卢泰西亚），位于巴黎第五区。巴黎的另一处古罗马遗址是克吕尼浴场（Thermes de Cluny）。
吕特斯竞技场建于公元1世纪，有15,000个座位，也作为圆形剧场使用，观看角斗士比赛。

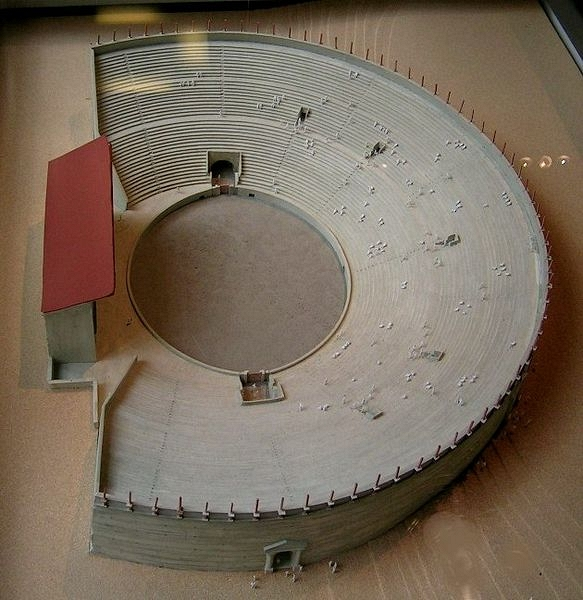
模型

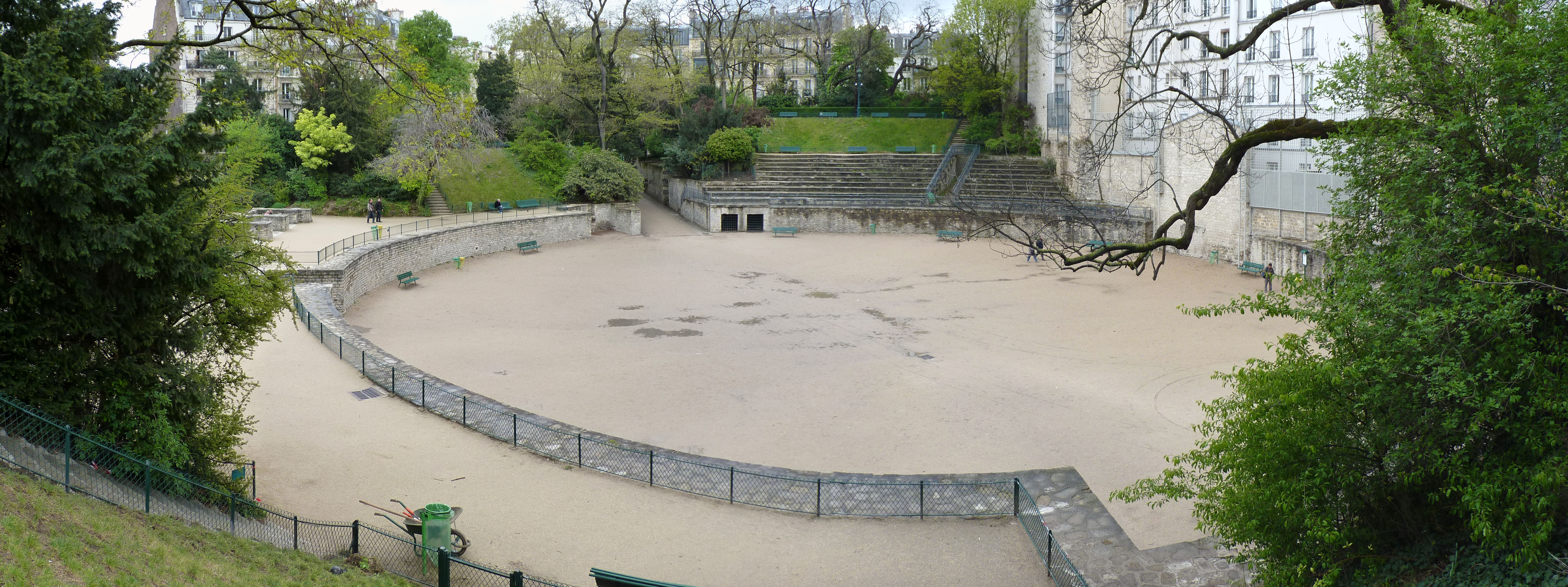